# Puppet Master 3
Puppet Master 3 är en amerikansk skräckfilm från 1991 skriven av Charles Band, C. Courtney Joyner och David Schmoeller och regisserad av David DeCoteau. Det är den tredje filmen i Puppet Masterserien.

## Handling
Året är 1941 i Nazityskland. Doktor Hess tvingas av sin Gestapoförbindelse, major Kraus, att tillverka en drog för att återuppliva döda för att använda som levande sköldar på slagfältet. Drogen fungerar endast delvis, då de återupplivade liken visar tendenser till besinningslöst våld. Löjtnant Erich Stein, Kraus chaufför, ser Andre Toulon efter en regimfientlig dockteater injicera dockorna med en vätska som håller dem vid liv. Stein rapporterar till Kraus som genast vill anhålla Toulon för förräderi medan Hess vill att Toulon frivilligt ska dela med sig av sin upptäckt.
Toulon ger nästa dag sin fru Elsa en docka som liknar henne, men tyska soldater bryter sig in och anhåller Toulon. Elsa skjuts till döds, och Toulon släpas iväg. Pinhead och Tunneler dödar emellertid de tyska soldaterna och Toulon kan fly. Han återvänder till sitt hem och finner att soldaterna bränt ner det. Toulon finner Six Shooter och Jester och tar dem med sig till ett övergivet sjukhus där han sätter upp en bas. Han bryter sig in i bårhuset dit hans fru fraktats och tar hennes livskraft och injicerar det i dockan han har gjort åt henne. Han fyller dockan med blodiglar, och tar senare på kvällen ut sin första hämnd på Erich Stein.
Hess försöker under tiden förstå Toulons formel och är desperat att träffa denne. Toulon sänder ut Six Shooter för att hämnas på nästa person, general Müller, som också dödas under en visit på ett horhus, men inte förrän Müller skjutit bort en av Six Shooters armar. Den unge Peter Herz och dennes far, båda vänner till Toulon genom dockteatern, finner Toulon och bestämmer sig för att förena sina krafter då Peters mor anhållits för spioneri. Peter går tillbaka till teatern för att leta en reservarm åt Six Shooter, när han möter Hess. Hess är vänlig mot Peter och lyckas övertala denne att ta Hess till Toulon. Toulon berättar om sin hemlighet för Hess, och de två blir vänner. Peters far förråder emellertid Toulon genom att berätta om dennes gömställe för Krauss i utbyte mot att hans fru friges. Krauss soldater anfaller gömstället och dockorna går till motanfall vilket låter Hess och Toulon fly. Hess mördas kort därefter av en skadskjuten tysk soldat.
På natten återvänder Krauss till sitt kontor men finner sig där i ett bakhåll och attackeras av Toulon och dockorna, nu även med Blade, var livskraft kom från Hess. Krauss går en grym död till mötes. Filmen slutar med att Toulon utger sig för att vara Krauss, och Peter beger sig mot Genève på ett expresståg.

## Rollista (i urval)
| Guy Rolfe        | – Andre Toulon        |
| Sarah Douglas    | – Elsa Toulon         |
| Richard Lynch    | – Major Kraus         |
| Ian Abercrombie  | – Doktor Hess         |
| Kristopher Logan | – Löjtnant Eric Stein |
| Aron Eisenberg   | – Peter Hertz         |
| Walter Gotell    | – General Müller      |
| Matthew Faison   | – Hertz               |
| Michelle Bauer   | – Lili                |
| Jasmine Touschek | – Prostituerad        |

### Dockor
- Blade
- Jester
- Pinhead
- Tunneler
- Elsa
- Leech Woman
- Torch
- Six Shooter
- Djinn